# Матевичі
Косовка (біл. вёска Мацеўычі) — село в складі Березинського району Мінської області, Білорусь. Село підпорядковане Капланецькій сільській раді, розташоване в східній частині області.